# Mesomermis crenamphidis
Mesomermis crenamphidis  (лат.) — вид круглых червей из семейства Mermithidae (отряд Mermithida, Nematoda). Эндемик озера Байкал (Россия), где обнаружен в южной его части (грунт и глубина неизвестны). Круглые черви мелких размеров. Имеют 2 длинные серповидно изогнутые спикулы, 6 продольных хорд и 6 головных папилл, рот конечный, с небольшим отверстием. Снаружи покрыты толстой кутикулой. Предположительно паразиты личинок мошек (Simuliidae).Вид был впервые описан в 1976 году советским зоологом профессором Иваном Антоновичем Рубцовым и включён в ранее выделенный отдельный род Mesomermis Daday, 1911 из семейства Mermithidae.